# Dahmetal
Dahmetal é um município da Alemanha, situado no distrito de Teltow-Fläming, no estado de Brandemburgo. Tem 41,48 km² de área, e sua população em 2019 foi estimada em 467 habitantes.